# Stepki
Stepki – kolonia w Polsce, położona w województwie lubelskim, w powiecie bialskim, w gminie Łomazy.
W latach 1975–1998 miejscowość administracyjnie należała do województwa bialskopodlaskiego.